# Godzilla Singular Point
Godzilla Singular Point (ゴジラ S.P ＜シンギュラポイント＞ Gojira Shingyura Pointo?) es una serie de anime coproducida por Bones y Orange. Con licencia de Netflix y dirigida por Atsushi Takahashi, la serie se estrenó el 1 de abril de 2021.

## Sinopsis
Los jóvenes genios Mei Kamino, una investigadora, y Yun Arikawa, un ingeniero, tendrán que enfrentarse junto con sus compañeros a un enemigo sin precedentes desde los confines de la Tierra.

## Personajes
Mei Kamino (神野銘 Kamino Mei?)
 Seiyū: Yume Miyamoto
Yun Arikawa (有川ユン Arikawa Yun?)
 Seiyū: Shōya Ishige
Babel Katō (加藤侍 Katō Babel?)
 Seiyū: Tarō Kikuchi
Gorō Ōtaki (大滝吾郎 Ōtaki Gorō?)
 Seiyū: Wataru Takagi
Satomi Kanahara (金原さとみ Kanahara Satomi?)
 Seiyū: Ayako Takeuchi
Pero 2 (ペロ2 Pero 2?)
 Seiyū: Misaki Kuno
Jung (ユング Jung?)
 Seiyū: Rie Kugimiya
Shunya Satō (佐藤隼也 Satō Shunya?)
 Seiyū: Yōhei Azakami
Tsunetomo Yamamoto (山本常友 Yamamoto Tsunetomo?)
 Seiyū: Jin Urayama
Yukie Kanoko (鹿子行江 Kanoko Yukie?)
 Seiyū: Kotori Koiwai
Takehiro Kai (海建宏 Kai Takehiro?)
 Seiyū: Kenichi Suzumura
Keiei Lee (李桂英 Lee Keiei?)
 Seiyū: Kaho Kōda
Bayler "BB" Barn (ベイラ・バーン（BB) Beira Bān (BB)?)
 Seiyū: Ryōtarō Okiayu
Rina Barn (リーナ・バーン Rīna Bān?)
 Seiyū: Runa Onodera
Yoshiyasu Matsubara (松原美保 Matsubara Yoshiyasu?)
 Seiyū: Tomoyuki Shimura
Makita K. Nakagawa (マキタ・K・中川 Makita K. Nakagawa?)
 Seiyū: Hiromichi Tezuka
Tilda Mira (ティルダ・ミラー Tiruda Mirā?)
 Seiyū: Masako Isobe
Michael Steven (マイケル・スティーブン Maikeru Sutībun?)
 Seiyū: Kenta Miyake

## Producción
El 6 de octubre de 2020, Toho Animation y Netflix anunciaron planes para la creación de una serie de anime sobre Godzilla, titulada Godzilla Singular Point, que se lanzará en 2021. Bones la producirá en asociación con Orange, combinando estilos de animación por computadora y dibujados a mano, respectivamente. Atsushi Takahashi se desempeña como director con guiones de Toh EnJoe y música compuesta por Kan Sawada. El diseño de personajes está a cargo del creador del manga Ao no Exorcist, Kazue Kato, y el ex animador de Studio Ghibli, Eiji Yamamori, diseña los monstruos. BiSH interpretará el tema de apertura de la serie "in case...", mientras que Polkadot Stingray interpretará el tema de cierre de la serie "Aoi". La serie se estrenó en Netflix en Japón el 25 de marzo de 2021.

## Lista de episodios
| N.º | Título                                                                              | Dirigido por                                | Escrito por | Fecha de emisión original |
| --- | ----------------------------------------------------------------------------------- | ------------------------------------------- | ----------- | ------------------------- |
| 1   | «Terceto» Transcripción: «Haruka Naru Ieji» (en japonés: はるかなるいえじ)          | Noriyuki NomataTakuma Suzuki                | Toh EnJoe   | 1 de abril de 2021        |
| 2   | «Juguetón» Transcripción: «Manatsu Oni Matsuri» (en japonés: まなつおにまつり)      | Daisuke TsukushiTakuma Suzuki               | Toh EnJoe   | 8 de abril de 2021        |
| 3   | «Feroz» Transcripción: «Nobae no Kyōfu» (en japonés: のばえのきょうふ)              | Noriyuki NomataTakuma Suzuki                | Toh EnJoe   | 15 de abril de 2021       |
| 4   | «Trotamundos» Transcripción: «Mada Minu Mirai wa» (en japonés: まだみぬみらいは)    | Tsuyoshi TobitaTakuma Suzuki                | Toh EnJoe   | 22 de abril de 2021       |
| 5   | «Teórico» Transcripción: «Hayaki Koto Kaze no» (en japonés: はやきことかぜの)       | Satoshi NakagawaTakuma Suzuki               | Toh EnJoe   | 29 de abril de 2021       |
| 6   | «Enfático» Transcripción: «Riron Naki Sūji» (en japonés: りろんなきすうじ)          | Daisuke TsukushiTakuma SuzukiShūji Miyahara | Toh EnJoe   | 6 de mayo de 2021         |
| 7   | «Omnipotente» Transcripción: «Jikan no Gimonfu» (en japonés: じかんのぎもんふ)      | Daisuke TsukushiTakuma SuzukiShūji Miyahara | Toh EnJoe   | 13 de mayo de 2021        |
| 8   | «Injerto» Transcripción: «Maboroshi no Sugata» (en japonés: まぼろしのすがた)       | Noriyuki NomataTakuma SuzukiShūji Miyahara  | Toh EnJoe   | 20 de mayo de 2021        |
| 9   | «Transformación» Transcripción: «Taore Yuku Hito no» (en japonés: たおれゆくひとの) | Daisuke ChibaTakuma SuzukiAtsushi Takahashi | Toh EnJoe   | 27 de mayo de 2021        |
| 10  | «Codificación» Transcripción: «Rikigaku no Genri» (en japonés: りきがくのげんり)    | Geisei MoritaTakuma SuzukiAtsushi Takahashi | Toh EnJoe   | 3 de junio de 2021        |
| 11  | «Reinicio» Transcripción: «Rifujin na Gakufu» (en japonés: りふじんながくふ)        | Son SeungheeTakuma Suzuki                   | Toh EnJoe   | 10 de junio de 2021       |
| 12  | «Exploración» Transcripción: «Tatakai no Owari» (en japonés: たたかいのおわり)      | Noriyuki NomataTakuma SuzukiNTao Miyoshi    | Toh EnJoe   | 17 de junio de 2021       |
| 13  | «Juntos» Transcripción: «Hajimari no Futari» (en japonés: はじまりのふたり)         | Atsushi Takahashi                           | Toh EnJoe   | 24 de junio de 2021       |

## Marketing
Las primeras imágenes y el arte de la serie se lanzaron el 26 de octubre de 2020 durante el Netflix's Anime Festival, y el servicio de transmisión lanzó un tráiler ese mismo día. El teaser reveló que la serie saldría al aire en abril de 2021 y presentaría monstruos de la Era Shōwa de la franquicia Godzilla, como Rodan, Anguirus, Jet Jaguar y  Gabara. El 12 de octubre de 2020, se anunció que Takahashi, EnJoe, el productor de Bones Naoki Amano, el productor de Orange Jiro Ando y el productor de Toho Takashi Yoshizawa aparecerían en un panel durante el evento Godzilla Fest Online 2020 el 3 de noviembre de 2020. El 12 de febrero de 2021, Netflix reveló el diseño completo de Godzilla. El diseño fue ilustrado por Eiji Yamamori, quien dibujó el diseño con Yūji Kaneko, quien lo coloreó. El 22 de febrero, se reveló un cartel para la serie.